# 玉木宏
玉木宏（日语：／ Tamaki Hiroshi，1980年1月14日—），日本演员及歌手。出生於日本愛知縣名古屋市中村區。所屬事務所為AOI CORPORATION。

## 早期出道
玉木宏在初中三年級的時候，受連續劇《青春無悔》的影響，便立志要進入演藝圈而參加試鏡，但這時並未實現他的夢想。高中二年級时（16歲）在名古屋榮區地下街逛街時被現在經紀公司社長葵發掘。高中畢業後即上東京展開演員活動，1998年以連續劇《せつない》以演員的身份出道。1998年到東京時開始到2003年左右，同時在目黑區碑文谷的高爾夫球場內的餐廳擔任侍者、深夜在便利商店當店員及發給日薪之搬家公司擔任臨時工等兼職三份工作，主要是因為參與試鏡後獲得的演員工作收入無法過活。

## 演藝事業
2001年，玉木宏參與電影《五個撲水的少年》演出佐藤勝正一角開始獲得注目，2003年演出NHK晨間連續劇《心》中喜歡女主角的煙火職人角色而獲得廣大的認知度。2004年參與富士電視台月九連續劇《讓愛看得見》同時亦演出「寶礦力水得」與集英社夏季別冊的代言而提高注目。2004年3月播放之WOWOO的單元劇《戀愛小說》為單元劇初次擔任主角。同年11月上映之電影《雨鳟之川》為電影初次擔任主角。
2006年1月，在NHK週六劇「冰壁」為連續劇初次擔任主角，並以該劇第二集「賭上生死的挑戰」榮獲ABU賞電視連續劇部門賞。同年並初次演出NHK大河劇，並主演電影《現在只想愛你》，同時亦演出富士電視台月九連續劇《交響情人夢》中的「千秋真一」，更憑該角色一躍成為人氣男演員。
2007年2月玉木宏獲得Élan d'or賞新人賞。
2010年4月23日，初次主持廣播節目《Naked》(bayfm)。同年12月5日出次擔任解說員之節目《THE 達文西的指紋》而增加以聲音演出的工作。2012年9月26日參與在中國上映，由周潤發主演之中國電影《銅雀台》（2014年3月22日日本上映）。此劇為初次演出外國電影。
有別於主持廣播節目，於2012年10月26日開始播放之「IRON CHEF鐵人料理大對決」中取代前任主宰鹿賀丈史為新任主宰。其本人並表示「進入30世代，覺得接受新挑戰的時候到了。」

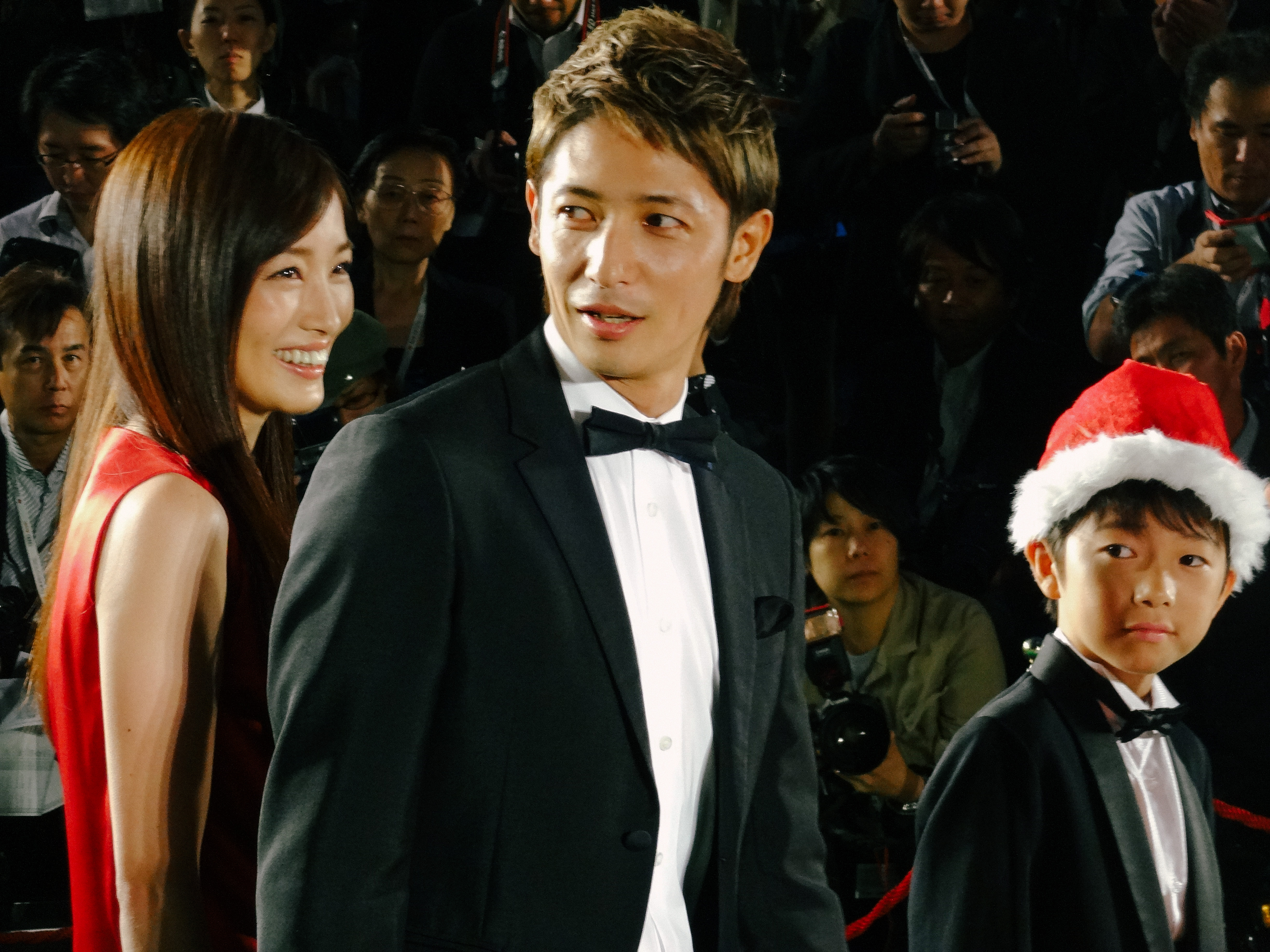
玉木宏於第26屆東京國際影展

2013年3月7日他初次主演舞台劇《大華飯店 戰地記者澤田教一～其愛與人生》。
於2002年初次演出時代劇《SABU 〜さぶ〜》。2006年初次演出NHK大河劇《功名十字路》於該劇中飾演主角之弟山内康豊、2007年《敵在本能寺》演出知名戰國名將織田信長、2008年二度在大河劇《篤姬》飾演幕末名人坂本龍馬、2010年於電影《大奧》中特別演出、2012年第三度於NHK大河劇《平清盛》擔任源義朝一角。
2014年1月1日初次主演時代連續劇——NHK正月時代劇《落櫻繽紛》，同年7月26日亦初次主演時代電影《幕末高校生》，擔任勝海舟一角。2015年睽違12年後，玉木宏再度演出NHK晨間連續劇《阿淺來了》，演出女主角的丈夫白岡新次郎。

## 音樂事業
在以演員的身份活躍在日本演藝圈的同時，玉木宏亦以歌手的身份展開一連串的演出。2003年，參與電影《ROCKERS》，因演出樂團吉他手而開始學習吉他。2004年6月2日推出個人首張單曲〈Seasons〉而以歌手的身份出道。2006年更跳槽至AVEX，於全國各地ZEPP展開第一次個人巡迴演唱會。
2009年，玉木宏展開全國巡迴演唱會「alive」，2010年3月初次在海外展開演唱會，包括香港、韓國等亞洲巡迴演唱會「alive」。
2011年，玉木宏所屬之唱片公司移轉至環球唱片，於7月展開國內與海外（初次台灣開唱）的巡迴演唱會「R.G.B 2011」。但是他在這場演唱會完結後便沒有發行新歌或舉行演場會，而且至今尚未發行過任何精選輯。

## 攝影師的身分
2011年11月，玉木宏初次開設以鑽石為主題的攝影展「TASAKI Timeless Message Photo Gallery」。2013年11月第2次開設以珍珠為主題的攝影展「TASAKI Pearly Planet Photo Gallery」。

## 人物
- 興趣是攝影，特殊技能為游泳。从幼儿园到初中都是游泳部的成员。
- 投球、射箭等運動活動慣用左手進行，而使用筷子、刀具、筆等事則慣用右手進行[3]。
- 忙碌中還是維持平穩的態度，前一日不管多晚睡，在隔天的集合時間前1~2小時會起床用自己的節奏做準備。
- 家中有父母、一妹，另有養一犬吉娃娃。
- 老家在隱岐諸島的西之島。BS朝日電視台「玉木宏的秘境之旅」中有到該地去採訪。
- 手掌寬大而手指修長，且指跟指的關節可以怪異的方式活動著，比V字手勢時食指與中指異常的分開。2007年5月24日參與綜藝節目《食嫌王決定戰》，在節目中的懲罰遊戲中展現手指機械舞。
- 身高180公分、血型A型。原本從親人得來的情報以為自己是B型，直到25歲去醫院做健康檢查才知道自己血型原來是A型。
- 食物討厭與喜歡的一樣多。最喜歡的食物為肉，特別最喜歡橫膈膜。出身地名古屋的味噌豬排、味噌烏龍麵與コメダ咖啡的シロノワール、巧克力、奶油蛋糕、紅豆湯等甜食也十分喜歡。代言Mister Donut 時透露學生時很喜歡巧克力甜甜圈，有時早餐會吃。討厭的東西有梅子、納豆、柚子、茗荷、西瓜、哈密瓜、小黃瓜、紅姜、中華涼麵等。
- 酒的部分，曾在節目上談過以前只喝龍舌蘭，但2010年開始會喝紅酒。
- 討厭穿襪子，一年四季基本上均赤腳穿著拖鞋走動。不管是在受賞儀式、拍攝現場、或因電影拍攝至雪山場景時，均穿著拖鞋。但有趣的是，他也收集鞋子。曾在節目上說過自己收集非常多雙鞋子，但收集的鞋子為純觀賞之用，大多都是新鞋，平常則是數雙拖鞋替換穿。
- 家中衣帽間放有除濕機，會選擇衣架並將衣服全部吊掛同一個方向。
- 曾說過自己是櫻桃小丸子的大粉絲，2006年演出富士電視台「櫻桃小丸子」真人版連續劇，2007年5月25日以漫畫版玉木宏參與「哆拉A夢-大雄的禮物、靜香內心的秘密」篇。亦喜歡海螺小姐，曾表示以後想住的房子就是以海螺小姐家的房子為雛形。
- 為了設計週邊商品，會隨身攜帶墨水筆及傳真紙。
- 23歲時買下1980年製的直立式萊卡相機因而開始喜歡攝影。2006年拍攝「現在只想愛你」時，接受專業攝影師指導而在家中設置沖洗相片的暗房。但目前喜歡使用數位相機。2015年上映的電影「富豪哥教你的事」時，為了能在水中拍攝，因而在峇里島取得潛水證照。2014年取得船隻駕駛執照。
- 性格喜好惡作劇，認為自己是虐待狂，但卻又道出自己最討厭被別人惡作劇（在節目訪談上說）。喜歡出點子想懲罰遊戲的懲罰，再進而由自己執行，最常被整的為其經紀人。
- 自稱對自己影響最大的一句話是“（攻擊就是最大的防禦）”。

## 感情生活
2018年6月，玉木宏在38歲時閃婚，娶小他5歲的演技派女星木南晴夏為妻；6月29日，二人各自在網路上公佈婚訊，玉木宏寫道：「正如報道所指，我玉木宏已經與木南晴夏結婚。」木南晴夏則寫道：「遲了向各位好好交代感到抱歉。日前，我已跟玉木宏註冊結婚，收到很多祝福真的很高興，真的很感謝。」更表示今後二人會以家人的身份來互相支持。

## 影視作品

### 電視劇
粗體字為主演
- 傷心（せつない）（第21集）（ANB，1998年8月）
- 我很奇怪？（私ってへん？）（TBS，1998年8月）
- 麻辣教師GTO（第10集）（CX，1998年9月8日）- 玉木
- 半張雙人床（セミダブル）（CX，1999年4月～6月）
- 危险放课后（あぶない放課後）（第7集）（ANB，1999年5月24日）- 速水わたる
- 國產小雞（國產ひな）（第25集）（TX，1999年9月22日）
- 離天堂最近的男人（天國に一番近い男）（第3集）（TBS，1999年12月2日）
- 秘書室的名偵探（秘書室の名探偵）（2000年）- 岡田
- 分手工作室（別れさせ屋）（第6集）（NTV，2001年2月12日）
- 新宿傷痕戀歌（傷だらけのラブソング）（KTV，2001年10月～12月）- 圭太
- 名古屋電視台建台40週年紀念特別節目SABU（SABU～さぶ～）（名古屋電視台，2002年5月14日）- 金太
- 通販之男（ツーハンマン）（ANB，2002年7月～9月）- 平林健
- 讓我來拯救地球（ぼくが地球を救う）（第4集）（TBS，2002年7月25日）- 大久保新一
- 深夜的王國新篇（新・真夜中の王國）（NHK BS2，2002年10月2日）
- 遙控刑警（リモート）（NTV，2002年10月～12月）- 上島伸吾
- 秋刀魚的味道（新春ドラマスペシャル「秋刀魚の味」）（CX，2003年1月3日）- 平山和夫
- 晨間小說連續劇（NHK）
  - 心（2003年3月～9月）- 堀田匠
  - 阿淺來了 （2015年9月~2016年4月）- 白岡新次郎
- 水男孩（CX，2003年7月～9月）- 佐藤勝正
- 中學生日記（中學生日記）（NHK，2003年9月20日）
- 戀愛小說（wowow dramaW 1週年記唸作品「戀愛小説」）（WOWOW，2004年3月14日）初次擔任主演 - 久保聰史
- 讓愛看得見（愛し君へ）（CX，2004年4月～6月）- 折原新吾
- 愛在聖誕節（ラストクリスマス）（CX，2004年10月～12月）- 日垣直哉
- 通向天堂的日曆（天國へのカレンダー）（CX，2005年5月20日）- 望月隼人
- 紅色命運（赤い運命）（TBS，2005年10月、6日）- 吉野俊介
- 冰壁（氷壁）（NHK，2006年1月～2月）初次連續劇主演 - 奧寺恭平
- 大河劇（NHK）
  - 功名十字路（功名が辻）（2006年1月～12月）- 山內康豐
  - 篤姬（2008年）- 坂本龍馬
  - 平清盛（2012年）- 源義朝
  - 直衝青天（青天を衝け）（2021年）- 高島秋帆（日语：高島秋帆）
- 主播台女王（トップキャスター）（CX，2006年4月～6月）- 蟹原健介
- 交響情人夢（のだめカンタービレ）（CX，2006年10月～12月） - 千秋真一
- 櫻桃小丸子之櫻家大危機（ちびまる子ちゃん）（CX，2006年10月31日）- 櫻宏志（青年時代）
- 孤星夜(SP)（星のひとつの夜）（CX，2007年5月25日）- 岩崎大樹
- 敵在本能寺（敵は本能寺にあり）（EX，2007年12月16日） - 織田信長
- 交響情人夢 巴黎篇（CX，2008年1月4、5日）- 千秋真一
- 鹿男異想世界（鹿男あをによし）（CX，2008年1月～3月）- 小川孝信
- Love Shuffle（ラブシャッフル）（TBS，2009年1月～3月）- 宇佐美啟
- MW～第0章～惡魔的遊戲(-ムウ- 第0章 ～悪魔のゲーム～)（NTV，2009年6月30日） - 結城美智雄
- 世界奇妙物語～人氣作家競演篇～「殺機說明書」（世にも奇妙な物語 〜人気作家競演編〜「殺意取扱説明書」）（CX，2010年10月4日） - 木谷晋吾
- Guilty～與惡魔訂契約的女人（ギルティ 悪魔と契約した女）（KTV，2010年10月～12月）- 真島拓朗
- 2011年版松本清張特別劇 砂之器（砂の器）（EX，2011年9月10、11日）- 吉村弘
- 宮部美雪4周連續懸疑SP 最終夜- LEVEL 7 （TBS，2012年5月28日） - 緒方祐司
- 上鎖的房間（鍵のかかった部屋）（第10、11集）（CX，2012年6月18、25日）- 佐藤學（假名）／椎名章（真名）
- 週五road show!特別劇企劃 家人租賃~family conplex~（家族、貸します 〜ファミリー・コンプレックス〜）（NTV，2012年7月27日） 山室修司
- 結婚不結婚（結婚しない）（CX，2012年10月～12月）- 工藤純平
- Dinner 第一集（CX，2013年1月13日）- 玉木宏（本人）特別客串
- 案件救援團隊~IMAT的奇蹟~（EX，2013年10月）- 日向晶
  - 案件救援團隊2 ~IMAT的奇蹟~（EX，2014年6月）- 日向晶
- 落櫻繽紛（單集時代劇）（NHK，2014年1月）- 古橋笙之介
- 我討厭的偵探（EX，2014年1月）- 鵜飼杜夫
- 今天不上班（NTV，2014年10月-）- 朝尾侑
- 東方快車殺人事件（CX，2015年1月）- 安藤伯爵
- 殘念丈夫（CX，2015年1月-）- 榛野陽一
- 週六特別劇-天才偵探御手洗~難解事件檔案「折傘之女」~（CX，2015年3月）- 御手洗潔
- 阿淺來了（NHK，2015年9月28日—2016年4月2日）- 白岡新次郎
- 巨惡不眠不休~特搜檢查官的逆襲（TV Tokyo，2016年10月5日）- 冨永真一
  - 巨惡不眠不休~特搜檢查官的標的（TV Tokyo，2017年10月4日）- 冨永真一
- Career～打破常規的警察署長～（CX，2016年10月）- 遠山金志郎
- 山崎豊子特別劇~女人的勲章~（CX，2017年4月15、16日）- 八代銀四郎
- 松本清張特別劇～鬼畜～（EX，2017年12月24日）- 竹中宗吉
- 有家可歸的戀人們（有家可歸的戀人們）（TBS，2018年4月13日）- 佐藤秀明
- 被盜的臉~推測搜查班~（盗まれた顔～ミアタリ捜査班～）（WOWOW，2019年1月5日－2月2日） - 白戶崇正
- Premium DRAMA: 棋盤上的阿爾發~約定的將棋~（プレミアムドラマ　盤上のアルファ～約束の将棋~（日语：盤上のアルファ））（NHK BS Premium，2019年2月3日－24日）- 秋葉隼介
- 螺旋~小工廠的奇蹟（スパイラル〜町工場の奇跡〜）（TV Tokyo，2019年4月15日－6月3日） - 芝野健夫
- 龍之道 雙面貌的復仇者（竜の道 二つの顔の復讐者）（關西電視台，2020年4月14日－ 9月15日） -矢端竜一
- 極道主夫（極主夫道）（NTV，2020年10月11日 - 12月13日） - 龍
- 櫻之塔（桜の塔）（朝日電視台，2021年4月15日－6月10日）- 上條漣
  - 櫻之塔的另一個故事（桜の塔アナザーストーリー）（朝日電視台，2021年5月6日－5月20日） - 上條漣
- 所以沒能殺掉（だから殺せなかった）（WOWOW，2022年1月9日－2月6日） - 一本木透
- MY FAMILY（マイファミリー）（TBS，2022年4月10日－6月12日） - 葛城圭史
- 貞德的審判（ジャンヌの裁き）（東京電視台，2024年1月12日－3月8日） - 越前剛太郎
- 沉默的艦隊 第一季 東京灣大海戰（沈黙の艦隊）（Amazon Prime Video，2024年2月9日－2月16日） - 深町洋
- 私人銀行家（プライベートバンカー）（第3集）（朝日電視台，2025年1月23日） - 天宮寺宏樹

### 網路劇
- 武士生死鬥（イクサガミ）（Netflix，2025年11月－） - 菊臣右京

### 電影
- 聖誕夜（クリスマス・イヴ）（2000年上映）- 飾 小阪展高
- 五個撲水的少年（2001年上映）- 飾 佐藤勝正
- 深藍色夜晚的羽毛布（群青の夜の羽毛布）（2002年10月上映）- 飾 伊藤鉄男
- REVOLVER（日语：REVOLVER） 藍色春天（リボルバー 青い春）（2003年7月上映）- 飾 オサム
- ROCKERS（日语：ROCKERS）（2003年9月上映）- 飾  (吉他手)
- Timeline（タイムライン）（配音）（2003年1月上映）- 飾 Paul Walker
- SPIRIT（日语：SPIRIT）（2004年2月上映）- 飾 キョウ
- 戀愛小說（戀愛小説）（2004年6月上映）- 飾 久保聡史
- 雨鮭之河（雨鱒の川-初戀のある場所）（2004年11月上映） - 飾 加藤心平 (畫畫)
- 馬達加斯加（マダガスカル）（配音）（2005年8月上映）- 飾 Alex
- 毆者（2005年9月上映） - 飾 暗雷
- 變身（2005年11月上映） - 飾 成瀬純一 (畫畫)
- 呼靈（2005年1月上映）- 飾 健太的孫子
- 現在只想愛你（香港上映時名為藉著寫真說愛你，英文譯名為Heavenly Forest，直譯為天堂般的樹林）（ただ、君を愛してる）（2006年10月上映）飾 瀬川誠人 （攝影師）
- 午夜雄鷹（ミッドナイト・イーグル）（2007年11月上映）- 飾 落合信一郎
- 超感應（KIDS）（2008年2月上映）- 飾 健夫
- 馬達加斯加2（マダガスカル2）（配音）（2009年3月上映）- 飾 Alex
- I-77 潛艇風暴/直譯:盛夏的獵戶座（真夏のオリオン)（2009年6月）- 飾 倉本孝行
- 毒氣風暴（MW-ムウ-）（2009年7月）- 飾 結城美智雄
- 交響情人夢 最終樂章 前篇（のだめカンタービレ　最終楽章　前編）（2009年12月）- 飾 千秋真一
- 交響情人夢 最終樂章 後篇（のだめカンタービレ　最終楽章　後編）（2010年4月）- 飾 千秋真一
- 大奥（2010年10月1日） - 飾 松島 ※特別出演
- 豐臣公主（プリンセス トヨトミ）（2011年5月）- 飾 章魚燒小販 ※客串
- 聯合艦隊司令長官　山本五十六 （2011年12月）- 飾 真藤利一
- 馬達加斯加3（マダガスカル3）（配音）（2012年8月）- 飾 Alex
- 铜雀台 （2012年9月）- 飾 穆順
- 一切源於與你相逢（すべては君に逢えたから）（2013年11月）- 飾 黑山和樹
- 幕末高校生（2014年7月） - 飾 胜海舟
- 富豪哥教你的事（2015年1月） - 飾 Ryu
- 侏羅紀世界（配音）（2015年8月） - 飾 Owen Grady
- 偵探御手洗事件簿 星籠之海（2016年上映） - 飾 御手洗潔
- Love x doc（2018年上映預定） - 飾 野村俊介
- 假面與邪惡的規則（2018年1月13日） - 飾 久喜文宏 / 新谷弘一
- 拉普拉斯的魔女（2018年6月22日台北映演）- 飾 中岡祐二
- 愛情三十六劑（ラブ×ドック）（2018年5月11日）- 飾 野村俊介
- 空母伊吹（2019年5月24日）- 飾 瀨戶齊明
- 北齋：浮世繪傳奇（HOKUSAI）（2021年5月28日） - 飾 喜多川歌麿
- 王者天下2～遙遠大地～（キングダム2 遥かなる大地へ）（2022年7月15日） - 飾 昌平君
- 極道主夫 THE CINEMA（極主夫道 ザ・シネマ） （2022年6月3日） - 飾 黑田龍
- 王者天下3～命運之炎～（キングダム3 運命の炎）（2023年7月28日） - 飾 昌平君
- 沉默的艦隊（沈黙の艦隊） （2023年9月29日） - 飾 深町洋
- 黃金神威（ゴールデンカムイ）（2024年1月19日）- 飾 鶴見篤四郎
- 王者天下4～大將軍的歸來～（キングダム4 大将軍の帰還）（2024年7月12日） - 飾 昌平君
- 十一人賊軍（十一人の賊軍） （2024年11月1日） - 飾 山縣狂介
- 雪風 （2025年8月15日） - 飾 早瀬幸平

### 舞台劇
- Majestic Hotel:戰地記者澤田教一~其愛與人生（2013年3月）-  飾 澤田教一
- 危險關係（2017年10月）-  飾 凡爾蒙子爵

### 電玩
- 《審判之逝：湮滅的記憶》  (2021年9月24日) - 飾 相馬 和樹

## 音樂作品

### 單曲
1. Seasons（2004年6月2日發售、限定版：YRCN-10048、通常版：YRCN-10049）
  - Seasons 作詞：市川喜康（日语：市川喜康） / 作曲：野中則夫（日语：野中則夫）
  - Good day 作詞・作曲：真崎修（日语：真崎修）
  - Seasons (Instrumental)
2. Emotion（2004年11月10日發售、限定版：YRCN-10073、通常版：YRCN-10074）
  - Emotion 作詞：ma-saya（日语：ma-saya） / 作曲：青木真一（日语：青木真一）
  - 記憶 作詞・作曲：青木真一（日语：青木真一）
  - Emotion -Instrumental-
  - 記憶 -Instrumental-
3. Love Goes/eyes（2006年2月15日發售、CD+DVD限定版：AVCD-30880/B）
  - Love Goes 作詞・作曲：森元康介
  - eyes 作詞・作曲：森元康介
4. 希望の海/雨（2006年4月26日發售、CD+DVD：AVCD-30943/B、CD：AVCD-30944）
  - 希望の海 作詞・作曲：森元康介
  - 雨 作詞・作曲：森元康介
5. 約束/question（2006年5月24日發售、CD+DVD：AVCD-30947/B、CD：AVCD-30948）
  - 約束 作詞・作曲：森元康介
  - question 作詞・作曲：森元康介
6. ラバイバー～悲しみがまた繰り返そうと誰かに愛を唄う～（2006年6月28日發售、CD+DVD：AVCD-30968/B、CD：AVCD-30969）
  - ラバイバー ～悲しみがまた繰り返そうと誰かに愛を唄う～ 作詞・作曲：ravenjam Factory
  - Time to Pass 作詞・作曲：RICU
7. 踴ろうよ（2008年2月6日發售、CD+DVD：AVCD-31370/B、CD+photobook&poster：AVCD-31371、CD：AVCD-31372）
  - 踴ろうよ 作詞・作曲：ムラマツテツヤ（日语：ムラマツテツヤ）
  - 踴ろうよ-INSTRUMENTAL-
8. 抱きしめたい （2008年3月19日發售、CD+PHOTO BOOK：AVCD-31391）
  - 抱きしめたい 作詞：BOUNCEBACK（日语：BOUNCEBACK） / 作曲：北野正人（日语：北野正人）
  - 君へと（四國電力TVCMソング） 作詞：チョ・ウンヒ / 作曲：シン・スンフン
  - 抱きしめたい-INSTRUMENTAL- 作詞：BOUNCEBACK（日语：BOUNCEBACK） / 作曲：北野正人（日语：北野正人）
9. SLOW TIME  （2009年4月22日發售、CD+PHOTO BOOK：AVCD-31567）
  - SLOW TIME  作詞・作曲：飯岡隆志
  - Start of life  作詞︰leonn / 作曲︰日比野裕史
10. FREE （2011年5月25日發售、CD：UMCF-5082）
  - FREE  作詞：玉木宏 / 作曲：Kitaura Masataka
  - All my life  作詞︰Yano Michael / 作曲︰Iehara Masaki

### 專輯
1. RIPPLE（2004年12月15日發售、CD+DVD限定版：YRCN-11040、CD：YRCN-11039）
  - この風にのって 作詞・作曲：青木真一（日语：青木真一）
  - Stayer 作詞：ma-saya（日语：ma-saya） / 作曲：真崎修（日语：真崎修）
  - Seasons 作詞：市川喜康（日语：市川喜康） / 作曲：野中則夫（日语：野中則夫）
  - innocence 作詞：玉木宏 / 作曲：見良津健雄
  - 二度と愛せない 作詞：東野純直（日语：東野純直） / 作曲：見良津健雄
  - サヨナラと言わないで 作詞・作曲：真崎修（日语：真崎修）
  - G.I.D 作詞・作曲：真崎修（日语：真崎修）
  - Hey You! 作詞・作曲：真崎修（日语：真崎修）
  - Quiz 作詞：市川喜康（日语：市川喜康） / 作曲：関淳二郎
  - 噓～Pairs～ 作詞：市川喜康（日语：市川喜康） / 作曲：石川Kanji
  - Emotion 作詞：ma-saya（日语：ma-saya） / 作曲：青木真一（日语：青木真一）
  - Memorize 作詞：川口進（日语：川口進） / 作曲：川口進（日语：川口進）
  - Seasons(acoustic version)
2. BRIDGE（2008年3月19日發售、CD+DVD+PHOTO BOOK：AVCD-23556/B、CD：AVCD-23557）
  - 踴ろうよ(album version) 作詞・作曲：ムラマツテツヤ（日语：ムラマツテツヤ）
  - MY VOLTAGE 作詞・作曲：青木真一（日语：青木真一）
  - 約束 作詞・作曲：森元康介
  - Time to Pass 作詞・作曲：RICU
  - ラバイバー～悲しみがまた繰り返そうと誰かに愛を唄う～(album version) 作詞・作曲：raven jam Factory
  - 君のいない部屋で 作詞：櫻井貴之 / 作曲：高山和芽
  - WITH 作詞：玉木宏 / 作曲：萩原慎太郎・佐々木聡作
  - Beautiful Day 作詞・作曲：森元康介
  - 抱きしめたい(album version) 作詞：BOUNCEBACK（日语：BOUNCEBACK） / 作曲：北野正人（日语：北野正人）
  - 希望の海 作詞・作曲：森元康介
  - DANCE(Bonus Track)
3. Times...（2009年5月6日發售、CD+DVD+PHOTO BOOK：AVCD-23852/B、CD：AVCD-23853）
  - SLOW TIME 作詞・作曲：飯岡隆志
  - パレット 作詞・作曲：宮崎步
  - LAST SONG 作詞：BOUNCEBACK（日语：BOUNCEBACK） / 作曲：大智（日语：大智）
  - 大切な場所 作詞：玉木宏 / 作曲：青木真一（日语：青木真一）
  - 君と空 作詞：玉木宏 / 作曲：Face 2 fake
  - My Angel 作詞：BOUNCEBACK（日语：BOUNCEBACK） / 作曲：北野正人（日语：北野正人）
  - 離さない 作詞・作曲：BOUNCEBACK（日语：BOUNCEBACK）
  - Sunny Bike 作詞：BOUNCEBACK（日语：BOUNCEBACK） / 作曲：谷本新
  - Ocean Blue 作詞：松井五郎（日语：松井五郎） / 作曲：上田起士（日语：上田起士）
  - Air's call 作詞：松井五郎（日语：松井五郎） / 作曲：石田匠（日语：石田匠）
4. START (2011年6月22日發售、CD+DVD：UMCF-1060)
  - ROCK SHOW 作詞：Ooyagi Hiroo / 作曲：Ooyagi Hiroo
  - Pocker Face 作詞：Sakai Mikio / 作曲：Onagi Itsuki
  - FREE  作詞：玉木宏 / 作曲：Kitaura Masataka
  - Dear Summer 作詞：Tarantula・Paul Drew・Greig Watts・Pete Barringer・Fransisca Balke / 作曲：Tarantula・Paul Drew・Greig Watts・Pete Barringer・Fransisca Balke
  - 仮想現実＝Virtual Reality 作詞：玉木宏 / 作曲：Kitaura Masaaka
  - Story of you 作詞：NAO / 作曲：NAO
  - 時には 作詞：NAO / 作曲：NAO
  - 明日へのドア 作詞：玉木宏 / 作曲：Oba Kosuke
  - Close to you 作詞：Kenn Kato・Matthew Gerrald・William Charles Anderson / 作曲：Kenn Kato・Matthew Gerrald・William Charles Anderson
  - Burn it up 作詞：Tarantula & Kitaura Masataka / 作曲：Kitaura Masataka
  - 絆 作詞：玉木宏 / 作曲：Shibaronbana

## 廣告
- 星辰錶「XC真愛系列」（與香港藝人梁詠琪同作代言人）（2005-06年）

## 廣播
- 玉木宏的All Night Nippon(玉木宏のオールナイトニッポン)（NBS放送、2007年11月16日）
- Naked（日语：Naked）（bayfm、每週五22:00-22:57、2010年4月23日-2012年3月30日）

## 書籍
- Personal Book 「white」（2004年1月14日）
- PHOTO BOOK 「COLOR」普通版（2007年1月14日）
- PHOTO BOOK 「COLOR」豪華版（2007年4月）